# Isopterygium complanatulum
Isopterygium complanatulum là một loài Rêu trong họ Hypnaceae. Loài này được (Müll. Hal.) Wager mô tả khoa học đầu tiên năm 1917.